# Club Universidad Iberoamericana
Il Club Universidad Iberoamericana è stata una società calcistica boliviana di La Paz.

## Storia
In seguito alla sua fondazione prese parte al campionato del Dipartimento di La Paz. Nel 2000 vinse la Copa Simón Bolívar e si guadagnò pertanto la promozione in massima serie. Esordì in LFPB nel 2001: nell'Apertura ottenne il penultimo posto, così come nel Clausura, dove figurò al 5º su 6 squadre nel proprio girone. Nel 2002 migliorò la propria prestazione, giungendo al 6º posto sia nell'Apertura che nel Clausura. Il miglior realizzatore stagionale fu Roberto Galindo con 21 reti. Nel 2003 terminò ancora al 6º posto nell'Apertura, e per la prima volta raggiunse la seconda fase nel Clausura: grazie al terzo posto nel gruppo B nella prima fase venne inserito nel gruppo B del turno successivo; chiuse tale girone all'ultimo posto. Nel 2004 arrivò ultimo nell'Apertura, mentre nel Clausura venne estromessa dalla seconda fase per la differenza reti, che andò a favore del Real Potosí. Nel 2005 ebbe la sua peggior stagione; nell'Apertura ottenne 8 punti in 22 incontri mentre nel Clausura chiuse il suo gruppo a 0 punti — registrando così la peggior media nella storia del campionato professionistico — e venne retrocesso. La società si è poi sciolta.

## Palmarès

### Competizioni nazionali
- Copa Simón Bolívar: 1

2000